# Thomas Medwin

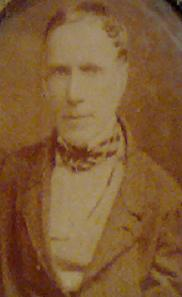
Thomas Medwin

Thomas Medwin (* 20. März 1788 in Horsham, West Sussex; † 2. August 1869, ebenda) war ein britischer Schriftsteller und Übersetzer des 19. Jahrhunderts, an dem man sich vor allem als Biograph seines Verwandten Percy Bysshe Shelley und seines Freundes Lord Byron erinnert.

## Leben
Thomas Medwin war der dritte Sohn unter den fünf Kindern des Juristen Thomas Charles Medwin und von Mary Medwin (geborene Pilford). Er war sowohl von der väterlichen wie von der mütterlichen Seite ein Cousin zweiten Grades des in unmittelbarer Nähe aufwachsenden Percy Bysshe Shelley. Medwin, Sohn aus wohlhabendem Haus, besuchte 1788–1804 die Syon House Academy in Isleworth, die später (1802–1808) auch Shelley besuchte. 1805 immatrikulierte er sich im University College der Universität Oxford, erwarb aber keinen akademischen Grad.
Medwins Vater hätte ihn gerne als Juristen gesehen, aber der junge Mann führte einen eher lockeren Lebenswandel, trank und spielte und lebte über seine Verhältnisse. Thomas zeigte jedoch großes Sprachentalent und erwarb gute Kenntnisse im Griechischen, Latein, Deutsch, im Französischen und den anderen romanischen Sprachen. Er begann, Gedichte zu schreiben. 1812 war jedoch seine finanzielle Lage so ernst, dass er sich ohne vorheriges militärisches Training für das Soldatenleben in Indien entschied. Medwin erhielt eine eher ruhige Stelle als Cornet bei den 24th Light Dragoons in Kanpur, die ihm viel Zeit zum Jagen und Fischen ließ. Er besuchte die berühmten Hindu-Tempel von Gaur, Pataliputra, Jaganath und Karla und wurde Zeuge einer Witwenverbrennung (Sati) am Narmuda-Fluss. In Bombay entdeckte er 1818 Shelleys Buch The Revolt of Islam und war tief beeindruckt vom dichterischen Genius seines Cousins. 1819 wurde Medwins Regiment aufgelöst und er wurde unter Halbsold vom aktiven Dienst freigestellt, bis er 1831 als Lieutenant zum 1st Regiment of Life Guards wechselte.
Im September 1820 reiste Medwin nach Genf, wo er bei Jane und Edward Ellerker Williams wohnte und sein erstes publiziertes Gedicht schrieb: Oswald and Edwin, An Oriental Sketch. Das vierzigseitige Gedicht sollte später in Mdwins Sketches From Hindoostan Eingang finden. 1820–1821 lebte und arbeitete Medwin mit dem Ehepaar Shelley in Pisa. Die Freunde lasen gemeinsam Schiller, Cervantes, Milton und Petrarca und begannen, gemeinsam Arabisch zu lernen. Shelley machte Medwin auch im November 1821 mit Lord Byron bekannt. Die beiden freundeten sich an.
Am Ende einer monatelangen Italienreise erfuhr Medwin vom Ertrinkungstod seiner Freunde Shelley und Williams am 8. Juli 1822. Er verarbeitete die traumatische Erfahrung im Gedicht: “Ahasuerus, The Wanderer”.
Der ruhelose Medwin übersiedelte 1824 nach Paris und traf dort Washington Irving, wie Medwin ein Verehrer Lord Byrons und Calderons. Nachdem am 5. Mai 1824 Byrons Tod bekannt geworden war, veröffentlichte Medwin noch im Juli 1824 Conversations of Lord Byron. Das Werk wurde vielfach negativ rezensiert, wurde aber wegen seiner Enthüllungen in ganz Europa und den USA zum Skandalerfolg. Medwin war kurzzeitig finanziell sorgenfrei und konnte im Alter von 36 Jahren in Lausanne die Schwedin Anne Henrietta Hamilton, Gräfin Starnford heiraten.
Medwin lebte aber wieder über seine Verhältnisse, schlitterte 1829 in eine finanzielle Katastrophe, verließ seine Gattin und die zwei gemeinsamen Töchter und zog nach Genua und dann 1831 nach London. 1832 publizierte das Athenaeum in sechs Folgen Medwins Memoir of Shelley. Medin machte sich nun auch an seine vielfach gelobte Übersetzung der altgriechischen Dramen von Aischylos. 
Trotz fleißiger und vielfältiger Publikationen in den 1830er-Jahren wurde Medwin aber seine Gläubiger nicht los. 1837 übersiedelte er deshalb nach Heidelberg, publizierte aber weiter im Athenaeum und anderen britischen Magazinen und wurde so zu einer wichtigen Figur des Kulturaustausches zwischen Deutschland und der angelsächsischen Welt. Als Kulturkorrespondent machte er die Briten mit Autoren wie Karl Gutzkow, Ludwig Tieck, Achim von Arnim, Annette von Droste-Hülshoff, Rauch und Diefenbach bekannt. Mit Justinus Kerner war er persönlich befreundet. Baden-Baden gab den Hintergrund für Medwins einzigen, 1842 publizierten Roman Lady Singleton.
In Heidelberg entstand auch die Beziehung zu Caroline Champion de Crespigny, einer früheren Geliebten von Lord Byron, und hier schrieb Medwin 1845–1847 seine große und umstrittene Shelley-Biografie: von der zeitgenössischen Kritik als unsachlich und mit vielen Fehlern behaftet abgetan, ist das Buch doch eine wesentliche Quelle, speziell für die Kindheit des Dichters.
1862, mit über 70 Jahren, kehrte Medwin nach England zurück. Der große Reisende starb am 2. August 1869 im Haus seines Bruders in seiner Heimatstadt.

## Werke (Auswahl)

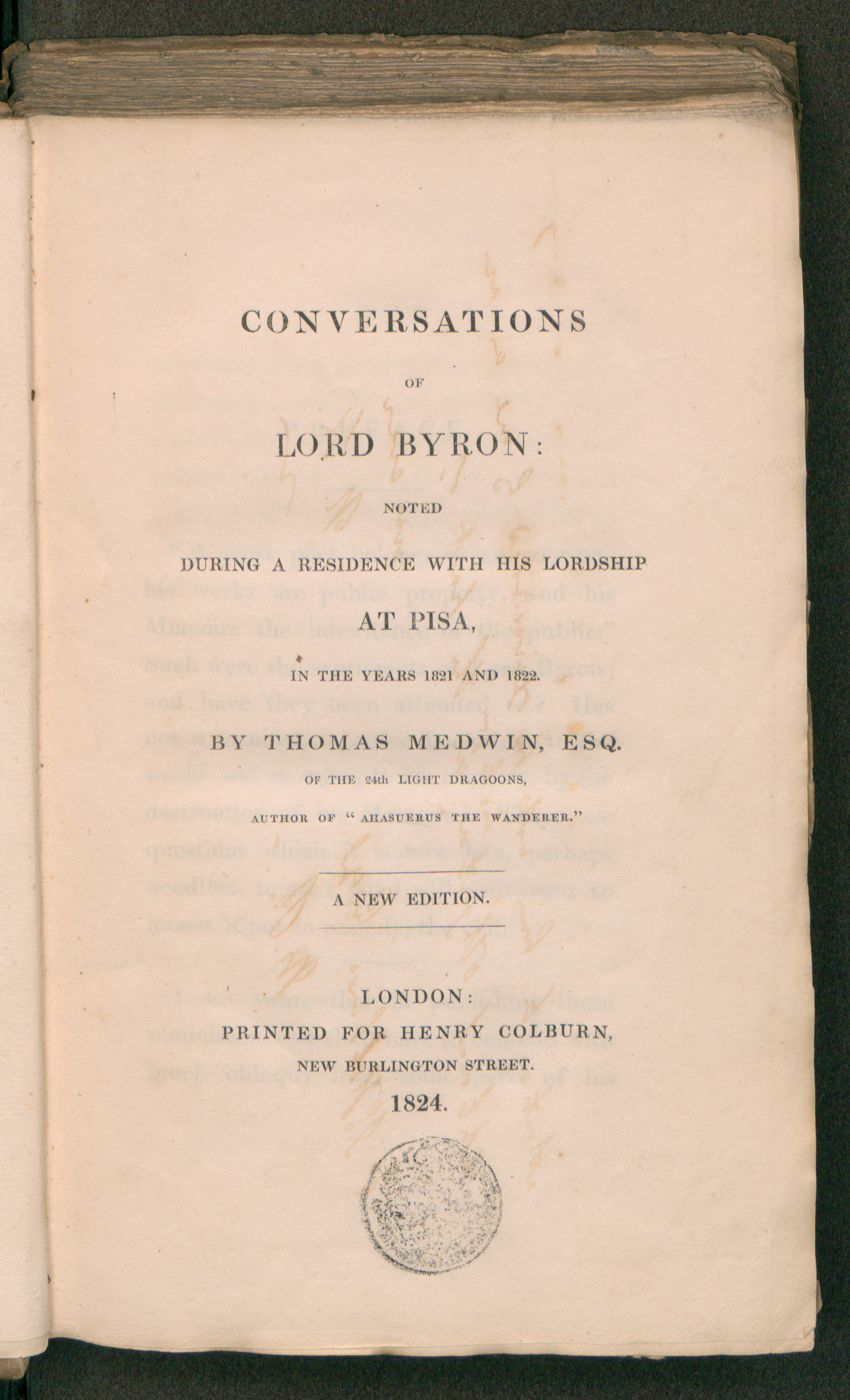
Conversation of Lord Byron, 1824

- Oswald and Edwin, an Oriental Sketch. Genf 1821.
- Sketches in Hindoostan with Other Poems. London 1821.
- Ahasuerus, The Wanderer; Dramatic Legend in Six Parts. London 1823.
- The Death of Mago. nach Petrarca; in Ugo Foscolo, Essays on Petrarch; London 1823, S. 215, 217.
- Journal of the Conversations of Lord Byron. Noted during a residence with his Lordship at Pisa, in the Years 1821 and 1822; London 1823.
- Prometheus Bound. (nach Aeschylos), Siena 1927; London 1832; Fraser’s Magazine XVI (August 1837), S. 209–233.
- Agamemnon. (nach Aeschylos), London 1832; Fraser’s Magazine XVIII (November 1838), S. 505–539.
- The Choephori. (nach Aeschylos), Fraser’s Magazine VI, (London 1832), S. 511–535.
- The Shelley Papers. Memoiren von Percy Bysshe Shelley; London 1833.
- The Persians. (nach Aeschylos), Fraser’s Magazine VII (Januar 1833), S. 17–43.
- The Seven Against Thebes. (nach Aeschylos), Fraser’s Magazine VII (April 1833), S. 437–458.
- The Eumenides. (nach Aeschylos), Fraser’s Magazine IX (Mai 1834), S. 553–573.
- The Angler in Wales, or Days and Nights of Sportsmen. London 1834.
- The apportionment of the world, from Schiller. Transl. by Thomas Medwin. Bentley's Miscellany IV (Dezember 1837), S. 549.
- The Three Sisters. A Romance of Real Life. Bentley’s Miscellany III; Januar 1838.
- The Two Sisters. Bentley’s Miscellany III (März 1838).
- Canova: Leaves from the Autobiography of an Amateur. Frasers Magazine XX (September 1839).
- My Moustache. Ainsworth's Magazine, I (1842), S. 52–54.
- Lady Singleton, or, The world as it is. Cunningham & Mortimer, London 1843.
- The Life of Percy Bysshe Shelley. London 1847.
- Oscar and Gianetta: From the German of a Sonnetten Kranz, by Louis von Ploennies. The New Monthly Magazine XCI (März 1851), S. 360–361.
- To Justinus Kerner: With a Painted Wreath of Bay-Leaves. The New Monthly Magazine XCI (November 1854), S. 196.
- Nugae. (Heidelberg, 1856), Edited by Medwin and includes his own poems.
- Odds and Ends. Heidelberg 1862.
- The Life of Percy Bysshe Shelley. London 1913. A new edition, edited by H.Buxton Forman.